# Paul-Henri Spaak
Paul-Henri Charles Spaak (Schaarbeek, Bèlgica 1899 - Braine-l'Alleud 1972) fou un polític belga, tres vegades Primer Ministre de Bèlgica, que fou President de l'Assemblea Comuna de la Comunitat Europea del Carbó i l'Acer (CECA) i Secretari General de l'OTAN.
Juntament amb Konrad Adenauer, Jean Monnet, Robert Schuman i Alcide De Gasperi és considerat un dels "Pares fundadors" de l'actual Unió Europea.

## Biografia
Va néixer el 25 de gener de 1899 a la ciutat de Schaerbeek, població situada a la regió de Brussel·les-Capital, sent nebot del polític Paul-Émile Janson i fill de Marie Janson, la primera dona que aconseguí ser nomenada senadora al seu país. Sense tenir l'edat per participar en la Primera Guerra Mundial va mentir sobre la seva edat per poder enrolar-se a l'exèrcit, cosa que el dugué posteriorment a ser presoner de guerra de l'exèrcit alemany durant dos anys. El 1945 va ser escollit membre de l'Académie royale de langue et de littérature françaises de Belgique.
Morí el 31 de juliol de 1972 a la ciutat de Braine-l'Alleud, població propera a Brussel·les.

## Activitat política
Va estudiar dret a la Universitat de Brussel·les però el 1920 es convertí en membre del Partit Socialista. L'any 1932 fou escollit diputat al Parlament belga i el 1935 entrà a formar part del govern presidit per Paul Van Zeeland com a Ministre de Transports. L'any següent fou nomenat Ministre d'Afers Exteriors, càrrec que ocupà sota el mandat del mateix Van Zeeland, Hubert Pierlot, Achille Van Acker, Camille Huysmans, Théo Lefèvre i Pierre Harmel.
El maig de 1938 fou nomenat per primer cop Primer Ministre de Bèlgica, càrrec que ocupà fins al febrer de 1939. El març de 1946 ocupà novament el càrrec, ocupant la cartera de Primer Ministre i d'Afers exteriors durant 19 dies, el mandat més curt en la història política de Bèlgica. El març de 1947 aconseguí un tercer mandat, que finalitzà el 1949.

## Política europeista
Després de la Segona Guerra Mundial Spaak es convertí en un ferm partidari de la cooperació regional i de la seguretat col·lectiva. Així durant l'exili del govern belga a Londres durant la guerra inicià els primers passos per la unió duanera entre Bèlgica, Luxemburg i els Països Baixos, creant el que s'anomenà Benelux.
L'agost de 1946 fou nomenat president de la primera sessió de l'assemblea consultiva del Consell d'Europa, i entre 1952 i 1954 fou president de l'Assemblea Comuna de la Comunitat Europea del Carbó i l'Acer (CECA).
L'any 1955 fou nomenat responsable per part dels líders europeus en una conferència realitzada a Messina president del comitè encarregat de preparar un informe per la creació d'un mercat comú europeu. Els seus esforços veieren la seva llum el 25 de març de 1957 a Roma mitjançant la signatura del Tractat de Roma i la creació de la Comunitat Econòmica Europea (CEE). Aquell mateix any rebé el Premi Internacional Carlemany, concedit per la ciutat d'Aquisgrà, en reconeixement dels seus esforços en favor de la unitat europea.

## Política exterior
L'any 1945 Spaak fou nomenat President de la Primera sessió de l'Assemblea General de les Nacions Unides. Posteriorment l'any 1956 fou nomenat Secretari General de l'Organització del Tractat de l'Atlàntic Nord (OTAN), càrrec que ocupà fins al 1961, aconseguint durant el seu mandat l'establiment de la ciutat de Brussel·les com a quarter general de l'organització militar.